# Julio Oyhanarte
Julio César Oyhanarte (La Plata, 3 de julio de 1920 - 29 de abril de 1997) fue un jurista argentino graduado en la Facultad de Derecho y Ciencias Sociales de la Universidad Nacional de La Plata, y ministro de la Corte Suprema de Justicia de la Nación de su país entre los periodos de 1958 a 1962, y 1989 a 1991. Es considerado uno de los constitucionalistas más importantes e influyentes de la historia argentina. 

## Biografía

### Juventud y Formación
Julio C. Oyhanarte nació en el seno de una familia de ascendencia vasco-francesa, con una larga tradición jurídica, inaugurada por su antepasado el célebre jurista y poeta vasco Arnaud Oihenart. Su bisabuelo, Bernardo Oyhanarte, emigró de Francia y llegó a la Argentina el 5 de enero de 1854 procedente del cantón Saint Jean Pied de Port, previa escala en Montevideo, en el buque "Progreso".
Militó desde muy joven en la Unión Cívica Radical, el partido de sus mayores. Su abuelo, Juan Oyhanarte, fue fundador del primer Comité de la Unión Cívica en la ciudad de Rojas, y fue asesinado en dicha ciudad con motivo de su actividad política y periodística. Su padre, Raúl Oyhanarte fue Diputado Nacional por el radicalismo en 1920 y mantuvo siempre una firme adhesión a la figura de Hipólito Yrigoyen. Su tío, Horacio B. Oyhanarte, fue Diputado y Canciller durante la segunda presidencia de Yrigoyen.
Estudió abogacía en la Universidad Nacional de La Plata, en donde se recibió con Medalla de Oro y un promedio de 10 absoluto.
Culminó su formación académica obteniendo el título de Doctor por la Universidad de Buenos Aires, con una tesis titulada "Los Servicios públicos. Caracterización Jurídica y Nacionalización de las Empresas Prestatarias".
Fue un reconocido simpatizante del club de fútbol Boca Juniors. Estuvo casado hasta su fallecimiento con Martha Ríos, tercera hija de Zulema Valerio y de Eduardo Ríos quien fuera camarista en la justicia bonaerense y ha tenido tres hijos Martín, María Martha y María Victoria.

### Actuación política
Comenzó su actuación profesional como asesor del bloque de Senadores de la UCR en la legislatura de la provincia de Bs. As. en 1949.
Después de producirse la Revolución Libertadora del 16 de septiembre de 1955, fue designado asesor general de la Universidad Nacional de La Plata, y profesor de Derecho Constitucional de la Facultad de Derecho de la Universidad de Buenos Aires.
En 1957 fue elegido Convencional Constituyente.
En febrero de 1958 fue elegido por la UCRI como diputado nacional por la provincia de Buenos Aires, pero no llegó a asumir debido a que Arturo Frondizi lo nominó para integrar la Corte Suprema.

### Actuación en la Corte Suprema
En 1958 se incorporó a la Corte Suprema de Justicia designado por el presidente Arturo Frondizi, fue el juez más joven en la historia de este Tribunal, donde compartió responsabilidades con Alfredo Orgaz, Benjamín Villegas Basavilbaso, Aristóbulo Aráoz de Lamadrid y Luis María Boffi Boggero.

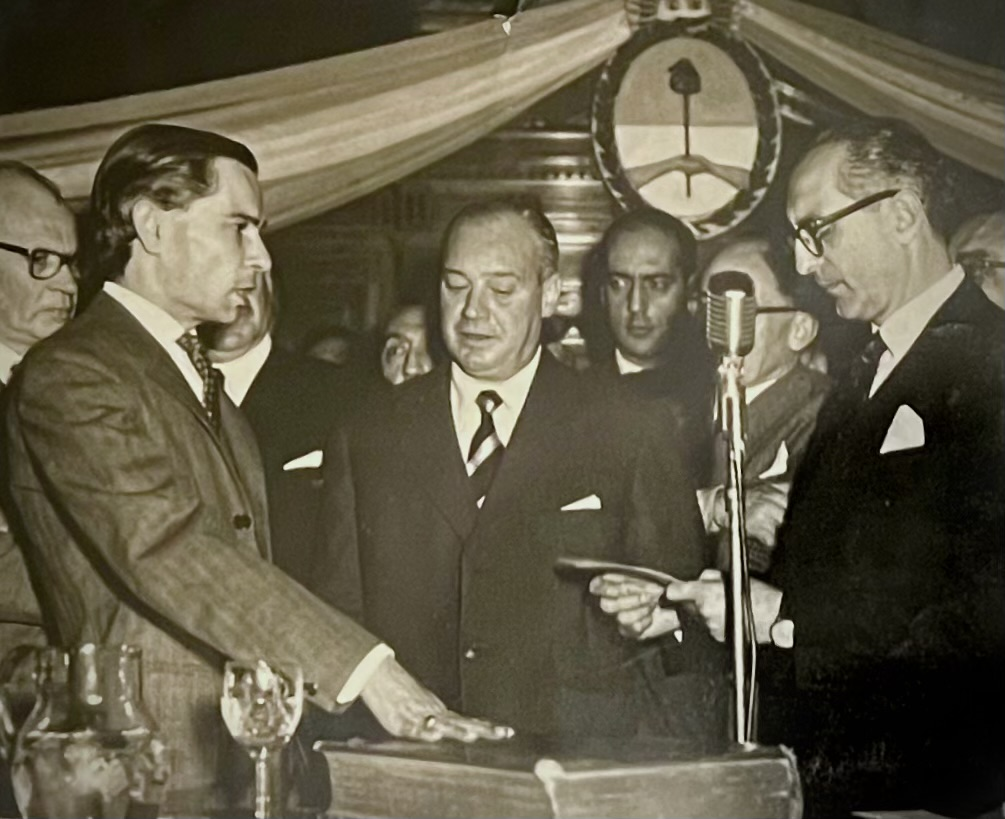
Juramento del Dr. Julio C. Oyhanarte ante el presidente de la Nación Arturo Frondizi, mayo de 1958.

En 1958, el presidente de la Corte Suprema Alfredo Orgaz solicitó al Poder Ejecutivo que se llevara a cabo un estudio para la reforma del tribunal y una ampliación del número de sus miembros.
Frondizi tuvo en consideración el pedido y el 18 de agosto de 1958 consultó oficialmente sobre ello al Tribunal. Por Acuerdo del 25 de ese mes, los jueces respondieron aconsejando que el número de vocales se llevara a nueve, señalando que las 1018 causas que recibían en 1949 se habían elevado a 1997 en 1957 y que a julio de 1958 había 423 expedientes pendientes de resolución y 172 en trámite. Los jueces Orgaz, Villegas Basavilbaso, Oyhanarte y el procurador Lascano consideraban, además, que el podía remediarse dividiendo el Tribunal en salas y aumentando el número de secretarios. Por su parte el juez Aráoz de Lamadrid, el de mayor afinidad con Frondizi, consideró que, dado que por Acordada del 1 de agosto de 1958 se había creado una nueva secretaría judicial llevando su número a cuatro, y ocho cargos letrados, era prudente demorar la reforma hasta ver el funcionamiento con las nuevas secretarías.
Tiempo después, en los primeros días de febrero de 1960, el Congreso aprobó la ley 15.271 que elevó a siete el número de integrantes de la Corte y la autorizó a dividirse en salas conforme con el reglamento que debería dictar. Este aspecto de la reforma fue discutido por los juristas pues algunos no lo objetaban y otros consideraron que el Tribunal es único y todos deben opinar en todos los casos. De cualquier manera el reglamento no se dictó y el trabajo de la Corte siguió igual. Orgaz, disconforme, pidió primero una licencia y presentó su renuncia después alegando ”cansancio moral”, la que fue aceptada por decreto N.º 2258 del 2 de marzo de 1960. Con esta ampliación Oyhanarte compartió su labor en el tribunal también con Ricardo Colombres, Pedro Aberastury y Esteban Imaz.
Oyhanarte tuvo una activa y decisiva participación para que se arribara a la designación y toma de juramento de José María Guido. Fue así que, producido el golpe militar de 1962, la acción decidida de Oyhanarte, evitó que asumiera la primera magistratura el general Raúl Poggi, ya que hizo posible la jura de Guido con la firma como testigos de tres periodistas acreditados en el Palacio de Justicia. Oyhanarte fue el ideólogo de la asunción de Guido, mientras las Fuerzas Armadas se disponían a tomar por la fuerza el Palacio de Justicia, en un marco de violencia en las calles.

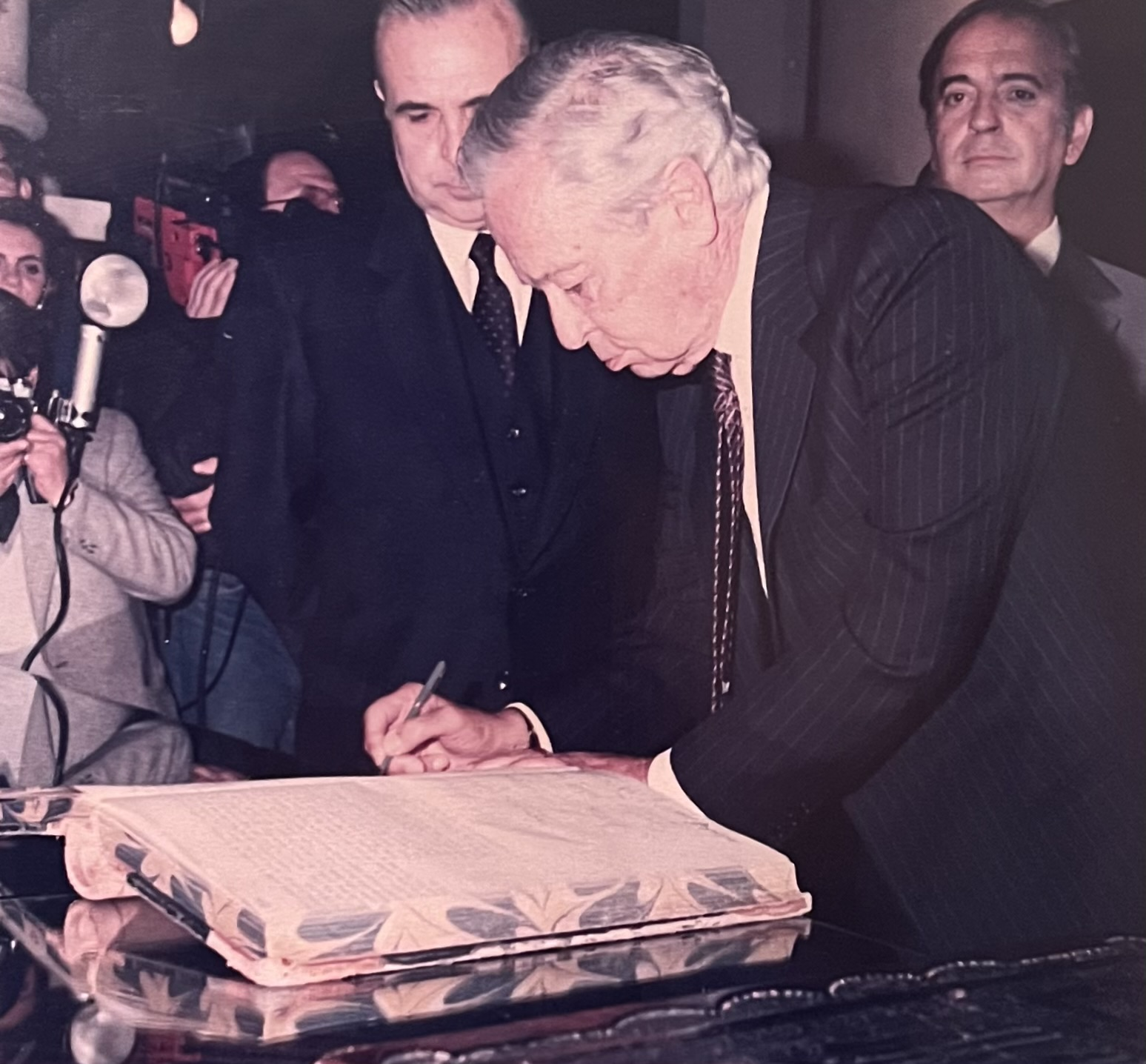
Juramento del Dr. Julio C. Oyhanarte ante el presidente de la Corte Suprema Enrique S. Petracchi

Posteriormente renunció a la Corte Suprema de la Nación cuando José María Guido perdió legalidad institucional al comportarse como un gobernante de facto y no como un mandatario aplicado al cumplimiento de las disposiciones del régimen de acefalía presidencial. En su reemplazo se designó en comisión a José F. Bidau, quien luego se alejó al no obtener acuerdo del Senado. 
En 1962 encabezó la fracción de la UCRI que se enfrentó con el sector conducido por Oscar Alende. 
Entre abril de 1972 y mayo de 1973 ejerció la presidencia del Consejo Económico y Social (CONES), creado por Alejandro Lanusse, en el marco del Gran Acuerdo Nacional, y la convocatoria producida a partir del documento La Hora del Pueblo. 
Entre 1973 y 1989 ejerció la profesión de abogado de modo privado y la docencia universitaria, sin ocupar cargos públicos. 
En 1989 fue designado secretario de Justicia por el presidente Carlos Menem, pero permaneció en el cargo sólo tres meses. En noviembre de 1989 fue nominado por segunda vez a la Corte Suprema, en reemplazo de José Severo Caballero. Su nombramiento, por lo tanto, no se produjo con motivo de la ampliación de la Corte Suprema dispuesta por la ley 23.774, promulgada recién el 11 de abril de 1990. En abril de 1991, y al poco tiempo de tomar posesión de su cargo, renunció "por razones personales".

## Cargos en el Poder Judicial
- Ministro de la Corte Suprema de Justicia de la Nación en los períodos 1958-1962 y 1989-1991.
- Fue el ministro de la Corte más joven de la historia, ya que asumió como juez del alto tribunal cuando tenía 37 años y diez meses, propuesto por el entonces presidente Arturo Frondizi.
- Junto con José Benjamín Gorostiaga y Ricardo Levene (hijo), fue uno de los tres jueces nombrados en la Corte Suprema en dos períodos distintos (por gobiernos democráticos y con acuerdo del Senado).
- Fue el único miembro de la Corte Suprema que actuó bajo las conformaciones de 5 miembros (1958-1960), 7 miembros (1960-1962) y 9 miembros (1990-1991).

## Libros y Artículos
- Poder político y cambio estructural en la Argentina. Un estudio sobre el Estado de Desarrollo, Paidós, 1969.
- Historia del Poder Judicial, en la Revista "Todo Es Historia", n.º 61, 1972.
- La expropiación y los servicios públicos, Perrot, 1957.
- Las Inmunidades Parlamentarias, La Ley, 1948.
- Régimen constitucional de las fuentes minerales de energía, La Ley, 1957.
- Recopilación de sus Obras, La Ley, 2001.